# Église Santa Maria Maggiore (Florence)
Pour les articles homonymes, voir Église Santa Maria Maggiore.

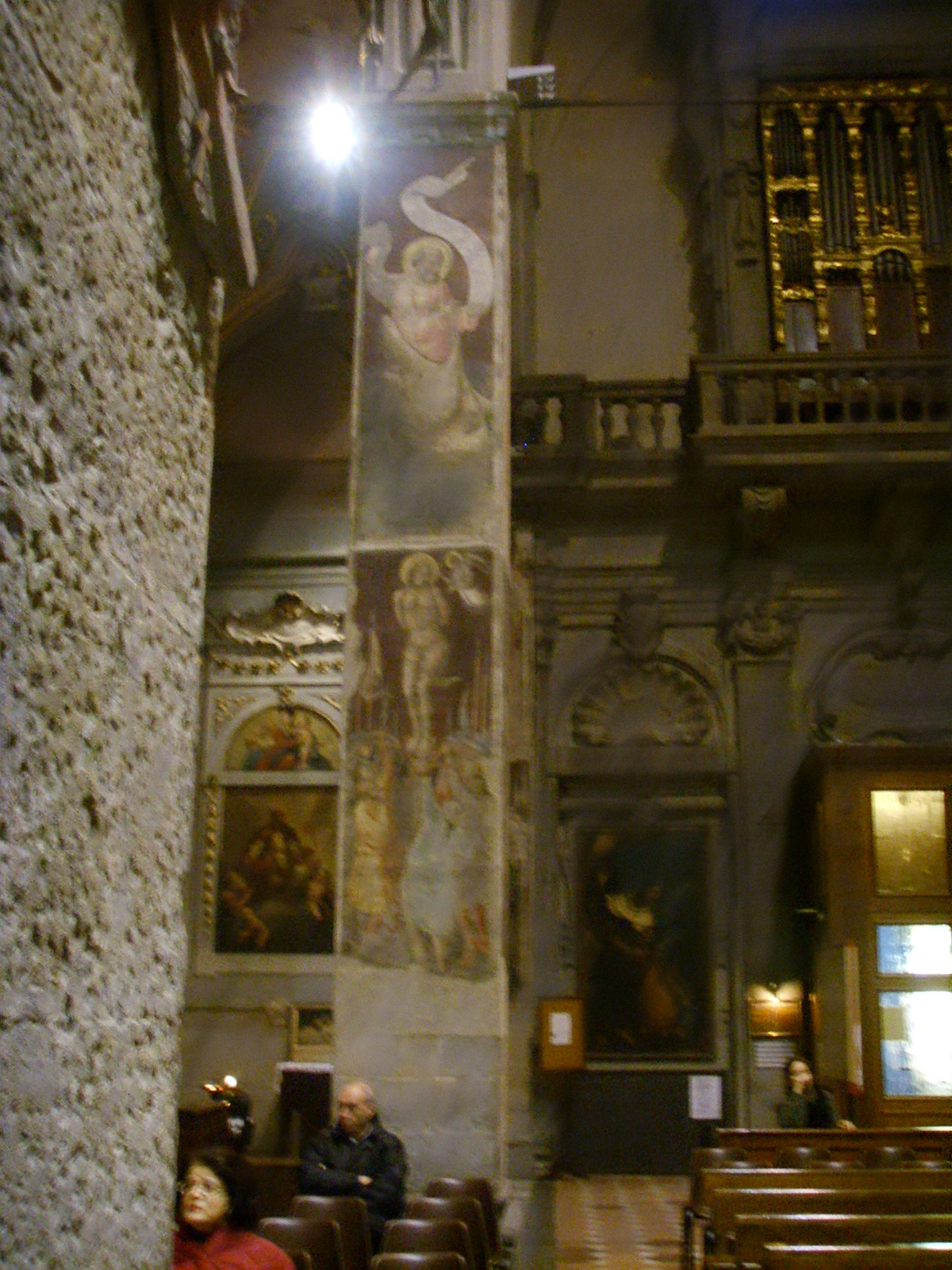
Fresques sur pilier

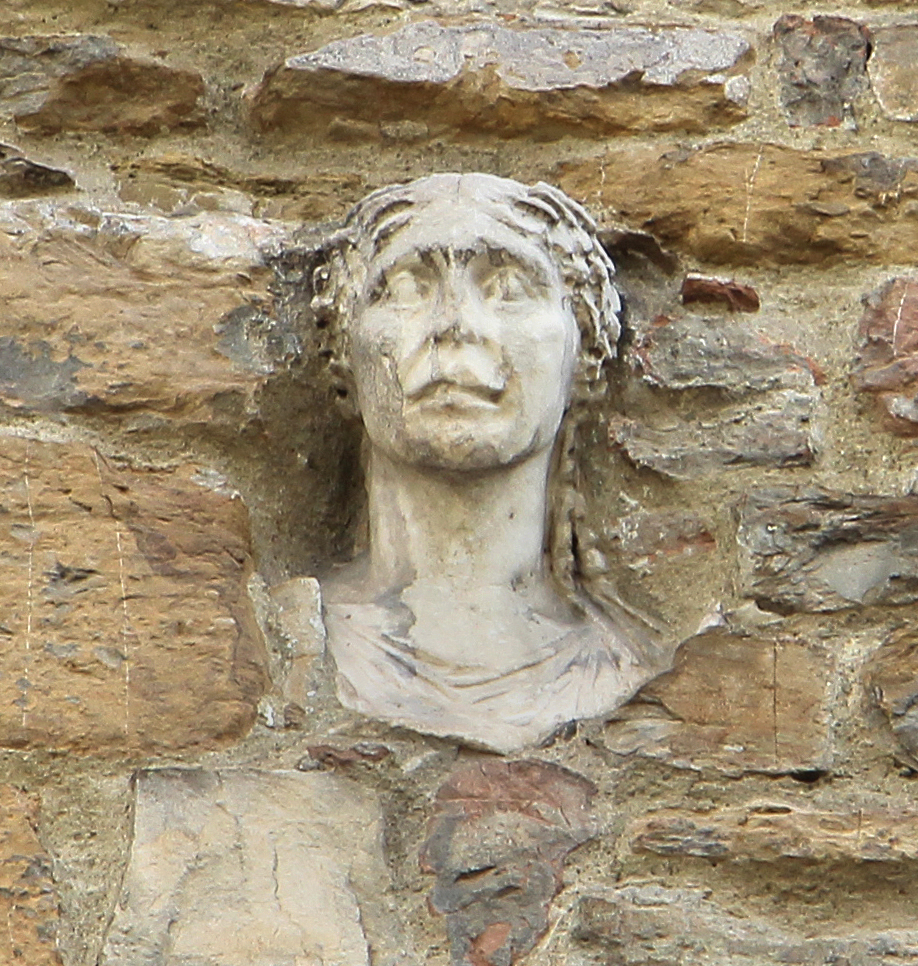
La Berta.

L’église Santa Maria Maggiore, est une église gothique d’origine médiévale située dans le centre historique de Florence.

## Histoire
L’église d’origine existe dès le VIIIe siècle et est citée pour la première fois dans des documents datant de 931. La légende qui attribue sa fondation à Pélage II en 580 est sans fondement. L’église est reconstruite au XIe siècle et subit d’importants travaux de rénovation de la façade et des côtés au XIIIe siècle.
En 1176, l’église obtient le statut de collégiale et est l’un des prieurés de Florence. L’église, par la suite, étend ses possessions en 1183 et à partir de 1186, elle est sous protection directe du pape Lucius III et reste pendant un siècle sous cette protection. Au XIIIe siècle elle est acquise par les cisterciens et l’église est reconstruite, à l’exception de murs extérieurs originaux et des chapelles, dans le style gothique.
Giorgio Vasari mentionne un certain « Master Buono » comme étant le concepteur du nouvel édifice. Il a également écrit que le maître-autel comportait un Couronnement de la Vierge d’Agnolo Gaddi, et que la Cappella Maggiore contenait des fresques de Spinello Aretino avec les Histoires de la Vierge et saint Antoine abbé dont il n’existe aujourd’hui qu’un fragment.
Au cours du XVe siècle les finances de l’Église diminuent : En 1514, Jules de Médicis la décrit comme en ruines et l’année suivante, le pape la lègue au Capitole de la cathédrale de Florence. En 1521, elle est attribuée aux carmélites de Mantoue. 
Au début du XVIIe siècle, l'intérieur est restauré par Gherardo Silvani, probablement à la suite d'un projet de Bernardo Buontalenti.

## Architecture
L'architecture est de style gothique, le campanile de style roman.

### Extérieur
L’extérieur du bâtiment est brut, aux murs en pierre et aux portails surmontés de tympans. Le campanile, bien que réduit en hauteur, est le seul bâtiment de style roman qui subsiste. Une tête romaine, communément appelé « Berta », est incorporée dans ses murs.

### Intérieur
L'intérieur est simple avec une nef et deux bas-côtés, des arches ogivale et caveaux.

## Œuvres d'art
Les œuvres d'art comprennent : 
- Fresques de Bernardino Poccetti, Histoires de Zénobie dans le caveau ;
- Une Nativité par Matteo Rosselli ;
- Bas-relief en bois polychrome de XIIIe siècle attribué à Coppo di Marcovaldo, autel de la chapelle du transept gauche ;
- Tombeau de Brunetto Latini, chapelle, découvert en 1751 ;
- Sarcophage attribuée à Tino di Camaino (début du XIVe siècle).

Par le passé d'autres œuvres se trouvaient dans l'église. En particulier :
- Le triptyque Carnesecchi de Masolino da Panicale et Masaccio, Museo diocesano di Santo Stefano al Ponte et Musée Horne, Florence ;
- Saint Sébastien (1474) de Sandro Botticelli, Gemäldegalerie à Berlin ;
- Lamentation sur le Christ mort avec les saints, Sandro Botticelli, Museo Poldi Pezzoli, Milan.